# Mi drogherò
Mi drogherò è un singolo del cantautore italiano Irama, pubblicato il 15 giugno 2017.

## Video musicale
Il video, diretto da Felipe Conceicao, è stato pubblicato il 26 giugno 2017 sul canale YouTube della Warner Music Italy.

## Tracce
Testi di Giuseppe Colonnelli, Filippo Maria Fanti, musiche di Mikael Jarkko Ehnqvist, Matias Veikko Olavi Keskiruokanen, Kalle August Leonard Lindroth.
1. Mi drogherò – 2:36